# SCHOOL OF LOCK!
SCHOOL OF LOCK!은 도쿄 FM을 통해 JFN에서 방송되는 라디오 프로그램이다. 약자는 SOL

## 개요
- プログラム自体は高校を舞台にしており、若い視聴者を対象としています。そのため、登場する有名人を「-先生」と呼びます。
- 신입생 및 전학생은 자기 소개 겸 "퀴즈"를 반드시 수업 첫날에 받는다.
- 屋久島おぞら高等学校と提携している。2007年まで学校の公式ホームページにバナーがありましたが、毎年1月と2月は試験シーズンなのでバナーは外されています。
- 관동 지방에서는 NACK5의 "The Nutty Radio Show"과 치열한 청취율 경쟁을 하고 있다.
- 록 밴드가 많이 나온다.
- 2006년 8월 16일 방송분이, 일본 민간 방송 연맹 주최 "제 3회 일본 방송 문화 대상"에서 라디오 프로그램 부문 그랑프리를 수상했다.
- 2008년 3월 4일 방송분이, "제 56회 일본 민간 방송 연맹 상"에서 엔터테인먼트 쇼 우수상을 수상했다.